# Dryomyia circinans
Dryomyia circinans är en tvåvingeart som först beskrevs av Giraud 1861.  Dryomyia circinans ingår i släktet Dryomyia och familjen gallmyggor. Inga underarter finns listade i Catalogue of Life.